# 张荔英

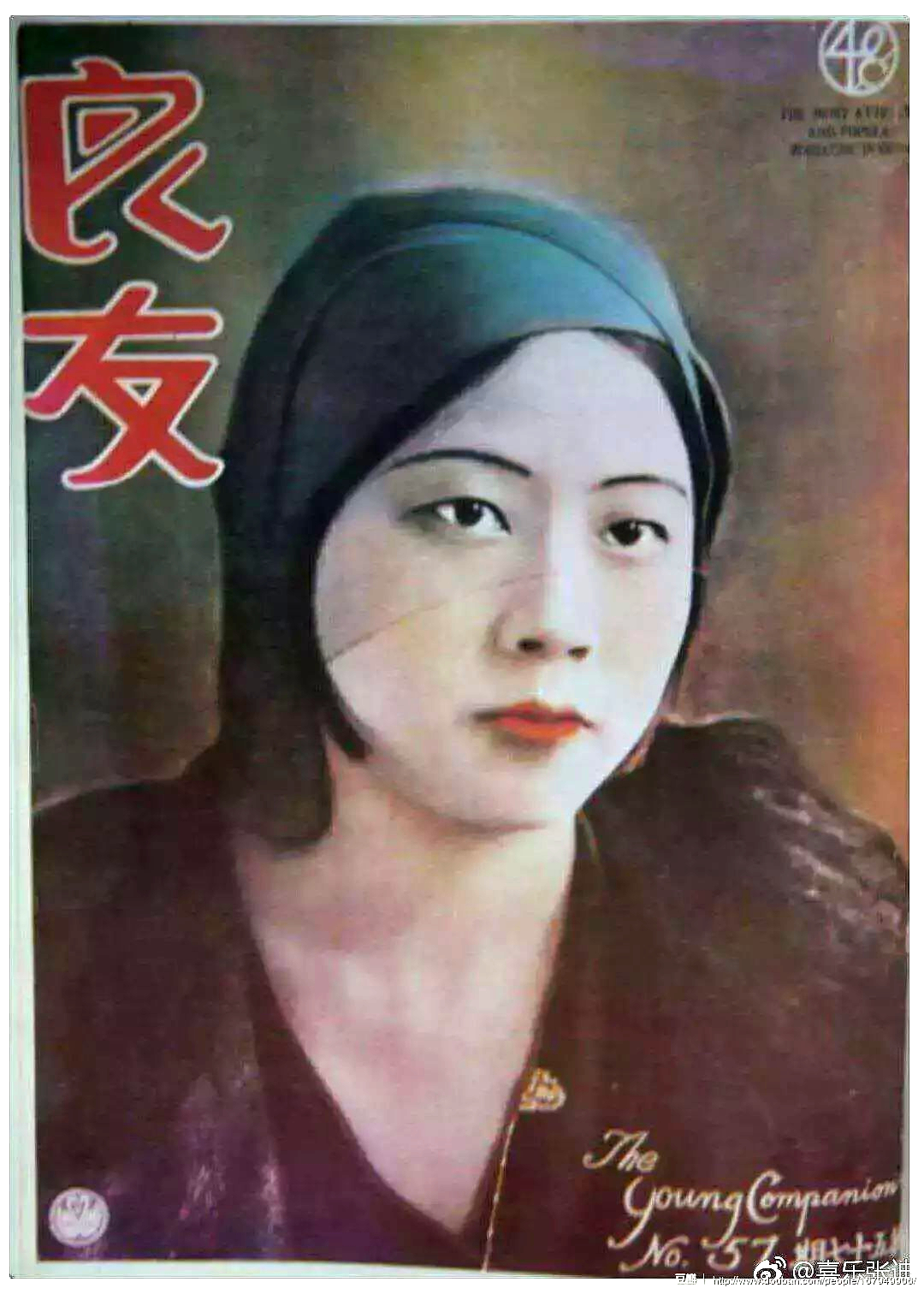
张荔英

张荔英（1906年10月—1993年3月15日），女，浙江人，民国画家，中年移居新加坡。

## 生平
1906年出生于中国浙江。父亲张静江在巴黎经商，经营中国古董、丝绸、茶叶的贸易。张荔英先后在巴黎、纽约和上海接受教育。1930年，24岁的张荔英在巴黎与55岁的前武汉国民政府前外交部长陈友仁结婚。1941年，张与陈在香港被日军拘捕并被押送至上海遭長期软禁。陈友仁逝世后，张荔英直到二战结束后才被释放。1954年，张荔英定居新加坡，在新加坡南洋艺术学院任教。新加坡美术馆收藏有她的147幅画作。张荔英以静物画著称，画面中形体与布局深受塞尚的影响，而色调的应用则带有少许梵谷的特色。
存世的张荔英《自画像》，半昂起左侧脸颊，仿佛神情睥睨，高贵又忧郁。

## 家庭
父亲是中国国民党元老张静江，母亲是姚蕙，家中第四女。

## 外部連結
- 張荔英— Google Arts & Culture
- 谷歌主页封面画